# 책임재산
책임재산(責任財産)이란 강제집행의 대상이 될 수 있는 재산을 의미하고, 강제집행의 대상은 집행개시 당시에 채무자에게 속하는 재산이 대상을 말한다.

## 같이 보기
- 채권자대위권
- 채권자취소권
- 강제집행